# Sinjaralliantie
De Sinjaralliantie (Koerdisch: Fermandariya Hevbeş a Şengalê, Sinjar Gezamenlijk Commando), volledige naam: Ezidkhan Commando voor het bevrijden van Sinjar (Koerdisch: Fermandariya Êzîdxana Ji Bo Rizgariya Şengalê) is een koepelorganisatie van drie Jezidi milities: de Ezidkhan Verdedigingseenheden, de Sinjar Verzetseenheden en de Ezidkhan Vrouweneenheden. De laatste twee milities zijn gelinkt aan de PKK.
De alliantie is in oktober 2015 ontstaan en heeft het doel een democratisch confederalistische Jezidi autonome regio binnen de Koerdische Autonome Regio te creëren. Er zijn spanningen tussen de Sinjaralliantie en de Koerdische Regionale Overheid. Massoud Barzani wil controle over het geheel van Sinjar en eist het vertrek van aan de PKK gelieerde milities.